# Анамнестический метод
Анамнестический метод (др.-греч. anamnesis — «воспоминание») — один из видов ретроспективного наблюдения. Сведения о событиях собираются с помощью опросов людей. Объединенные сведения о человеке, которые были получены разными методами. Целью является организация эффективной работы.

## История
Изначально психологический анамнез применялся в медицинской психологии. Уже тогда выделяли два метода сбора информации- объективный и субъективный, то есть получение сведений от окружающих больного и от самого больного. В настоящее время психологический анамнез ушел за рамки медицинской психологии. Сейчас нередко это понятие понимается как история индивидуального развития человека.

## Задача и характеристика
Основной задачей является установление факторов, которые определили путь психологического развития, а значит важные обстоятельства жизни ребенка и степени их влияния на изменение психики.
В клинической психологии анамнестический метод нужен, чтобы корректно поставить диагноз и начать лечение, соответствующее проблеме больного. Хорошо проведенный анамнез дает информацию о причине возникновения болезни у пациента, психологи узнают особенности развития болезни, состояние больного, как эмоциональное, так и физическое и модель поведения данного заболевания.

## Методы сборы психологического анамнеза
Подробный расспрос — важнейшая часть сбора данных. Этот метод позволяет получить данные о возникновении и развитии болезни. После расспроса у психологов есть возможность понять, какими психодиагностическими методами исследований можно воспользоваться при дальнейшем обследовании. Расспрос проводится весьма деликатно, главная задача психолога - добиться расположения больного. После этого пациент будет более детально излагать свою историю и жалобы. Одним из главных правил является — не приводить в пример других больных, знакомых, случаи из практики, так как это может обидеть пациента, ведь для него его случай уникальный.
Психологи также пользуются биографическим методом (биографический метод) и клинико-психологическим методом (клинико-психологический метод) исследования

## Схемы сбора психологического анамнеза
Выделяется три основных блока, по которым работают клинические психологи.
1. Демографическая информация. Психологи выясняют возраст пациента, дату рождения, место рождения, его семейное положение, образования и профессию.
2. Проблемы и нарушения.психологи выясняют причины возникновения болезни, ее развитие и продолжительность, могли ли какие-нибудь события в жизни больного привести к данному нарушению, выясняется возраст, в котором впервые заметили проблему. Здесь важны даже перемены интересов у пациента, его отношение к определенным людям, возможно были проблемы с физическим состоянием, жалобы на плохое самочувствия, были ли попытки лечения, если да, то какие медикаментозные вмешательства производились. Очень важным аспектом является проведение семейного анамнеза, то есть установления возможности присутствия наследственных заболеваний, например таких, как алкоголизм, наркомания и т. п.
3. Психосоциальный анамнез. Рассматриваются межличностные отношения пациента. Здесь все делится на периоды:

- Раннее детство. Важно знать, при каких обстоятельствах родился пациент, какое воспитание было дано в данном периоде, какие отношения складывались в семье.
- Дошкольный период. Какие у пациента первые воспоминания, были ли значимые события, которые оставили свой отпечаток, возможно родились братья и сестры.
- Младший школьный возраст. Рассматриваются отношения в семье, первые успехи и неудачи в школе, отношения в классе и с учителями, были ли конфликтные ситуации.
- Отрочество и юность. Какие взаимоотношения были у пациента с ровесниками, с представителями другого пола, как складывались отношения с родителями, что происходило в школе, какие планы стоил пациент, и какие идеалы он строил.
- Взрослый возраст. Рассматривается положение в обществе человека, его отношения с родственниками, социальные отношения, экономическое положение, половые и семейные отношения, присутствие кризисов, возможная потеря близких людей, насколько здоровый образ жизни ведет пациент и удовлетворенность своей жизнью.

Клинические психологи очень тщательно и внимательно подходят к данным трем блокам, конечно, не всегда требуется расспрос по всем периодами, это подбирается индивидуально к каждому случаю.